# Équipe de Nouvelle-Zélande féminine de football à la Coupe du monde 2019
L'équipe de Nouvelle-Zélande féminine de football participe à la Coupe du monde de 2019 organisée en France du 7 juin 2019 au 7 juillet 2019.

## Qualification
La Nouvelle-Zélande est vainqueur de la Coupe d'Océanie féminine de football 2018 dans une compétition totalement déséquilibrée en totalisant sur les cinq matches, cinq victoires, quarante-trois buts marqués, pour zéro encaissé. L'équipe bat en demi-finale l'équipe de Nouvelle-Calédonie sur le score sans appel 8-0, idem en finale face à l'équipe des Fidji.

## Joueuses et encadrement technique
Lors d'un entraînement au Havre, le 10 juin 2019, la défenseuse Meikayla Moore se blesse gravement au talon d'Achille. Nicole Stratford, une joueuse qui a participé à un rassemblement pré-coupe du monde mais qui ne compte aucune sélection, est alors appelée pour remplacer sur le fil Meikayla Moore.

## Compétition
Pour un article plus général, voir Coupe du monde féminine de football 2019.

### Format et tirage au sort
Les 24 équipes qualifiées pour la Coupe du monde sont réparties en quatre chapeaux de six équipes. Lors du tirage au sort, six groupes de quatre équipes sont formés, les quatre équipes de chaque groupe provenant chacune d'un chapeau différent. Celles-ci s'affrontent une fois chacune : à la fin des trois journées, les deux premiers de chaque groupe sont qualifiés pour les huitièmes de finale, ainsi que les quatre meilleurs troisième de groupe.
Le chapeau 3 contient les équipes asiatiques (Corée du Sud, Chine et Thaïlande) aux côtés de deux européens (Italie, Écosse) et du représentant de l'Océanie, la Nouvelle-Zélande. 
Le tirage donne alors pour adversaires les Pays-Bas, le Canada et le Cameroun.

### Premier tour - Groupe E
| Rang | Équipe           | Pts | J | G | N | P | Bp | Bc | Diff |
| ---- | ---------------- | --- | - | - | - | - | -- | -- | ---- |
| 1    | Pays-Bas         | 9   | 3 | 3 | 0 | 0 | 6  | 2  | +4   |
| 2    | Canada           | 6   | 3 | 2 | 0 | 1 | 4  | 2  | +2   |
| 3    | Cameroun         | 3   | 3 | 1 | 0 | 2 | 3  | 5  | -2   |
| 4    | Nouvelle-Zélande | 0   | 3 | 0 | 0 | 3 | 1  | 5  | -4   |

#### Nouvelle-Zélande - Pays-Bas
| Match 10           | Nouvelle-Zélande | 0 – 1   | Pays-Bas    | Stade Océane, Le Havre                               |                                                      |
| 11 juin 2019 15:00 |                  | (0 - 0) | 90+2e Roord | Spectateurs : 10 654 Arbitrage : Edina Alves Batista | Spectateurs : 10 654 Arbitrage : Edina Alves Batista |
| 11 juin 2019 15:00 | Rapport          |         |             | Spectateurs : 10 654 Arbitrage : Edina Alves Batista | Spectateurs : 10 654 Arbitrage : Edina Alves Batista |

| Nouvelle-Zélande | Pays-Bas |

| NOUVELLE-ZÉLANDE : |    |                  |  |     |
|                    |    |                  |  |     |
| Gardien de but     | 1  | Erin Nayler      |  |     |
|                    | 7  | Ali Riley        |  |     |
|                    | 8  | Abby Erceg       |  |     |
|                    | 6  | Rebekah Stott    |  |     |
|                    | 4  | Catherine Bott   |  |     |
|                    | 22 | Olivia Chance    |  |     |
|                    | 13 | Rosie White      |  | 74e |
|                    | 2  | Ria Percival     |  |     |
|                    | 14 | Katie Bowen      |  |     |
|                    | 12 | Betsy Hassett    |  | 67e |
|                    | 11 | Sarah Gregorius  |  | 74e |
| Remplaçantes :     |    |                  |  |     |
|                    | 10 | Annalie Longo    |  | 67e |
|                    | 19 | Paige Satchell   |  | 74e |
|                    | 17 | Hannah Wilkinson |  | 74e |
| Sélectionneur :    |    |                  |  |     |
| Tom Sermanni       |    |                  |  |     |

| PAYS-BAS :       |    |                        |       |     |
|                  |    |                        |       |     |
| Gardien de but   | 1  | Sari van Veenendaal    |       |     |
|                  | 2  | Kika van Es            |       | 71e |
|                  | 20 | Dominique Bloodworth   |       |     |
|                  | 3  | Stefanie van der Gragt |       |     |
|                  | 2  | Desiree van Lunteren   |       |     |
|                  | 8  | Sherida Spitse         |       |     |
|                  | 10 | Danielle van de Donk   |       |     |
|                  | 14 | Jackie Groenen         |       | 76e |
|                  | 11 | Lieke Martens          |       |     |
|                  | 9  | Vivianne Miedema       |       |     |
|                  | 7  | Shanice van de Sanden  |       | 87e |
| Remplaçantes :   |    |                        |       |     |
|                  | 4  | Merel van Dongen       |       | 71e |
|                  | 19 | Jill Roord             | 90+2e | 76e |
|                  | 21 | Lineth Beerensteyn     |       | 87e |
| Sélectionneuse : |    |                        |       |     |
| Sarina Wiegman   |    |                        |       |     |

| Assistantes : Neuza Back Tatiane Sacilotti Dos Santos Camargo Quatrième arbitre : Maria Carvajal Arbitre vidéo : Carlos Del Cerro Grande Assistants arbitre vidéo : Felisha Mariscal Tiago Martins Femme du Match : Lieke Martens |

#### Canada - Nouvelle-Zélande
| Match 22           | Canada                             | 2 – 0   | Nouvelle-Zélande | Stade des Alpes, Grenoble                          |                                                    |
| 15 juin 2019 21:00 | ( Prince) Fleming 48e · Prince 79e | (0 - 0) |                  | Spectateurs : 14 856 Arbitrage : Yoshimi Yamashita | Spectateurs : 14 856 Arbitrage : Yoshimi Yamashita |
| 15 juin 2019 21:00 | Rapport                            |         |                  | Spectateurs : 14 856 Arbitrage : Yoshimi Yamashita | Spectateurs : 14 856 Arbitrage : Yoshimi Yamashita |

| Canada | Nouvelle-Zélande |

| CANADA :              |    |                    |     |     |
|                       |    |                    |     |     |
| Gardien de but        | 1  | Stephanie Labbe    |     |     |
|                       | 10 | Ashley Lawrence    |     |     |
|                       | 4  | Shelina Zadorsky   |     |     |
|                       | 3  | Kadeisha Buchanan  |     |     |
|                       | 8  | Jayde Riviere      |     | 75e |
|                       | 16 | Janine Beckie      |     | 83e |
|                       | 13 | Sophie Schmidt     |     |     |
|                       | 11 | Desiree Scott      |     |     |
|                       | 15 | Nichelle Prince    | 79e | 84e |
|                       | 17 | Jessie Fleming     | 48e |     |
|                       | 12 | Christine Sinclair |     |     |
| Remplaçantes :        |    |                    |     |     |
|                       | 2  | Allysha Chapman    |     | 75e |
|                       | 5  | Rebecca Quinn      |     | 83e |
|                       | 19 | Adriana Leon       |     | 84e |
| Sélectionneur :       |    |                    |     |     |
| Kenneth Heiner-Møller |    |                    |     |     |

| NOUVELLE-ZÉLANDE : |    |                 |  |     |
|                    |    |                 |  |     |
| Gardien de but     | 1  | Erin Nayler     |  |     |
|                    | 7  | Ali Riley       |  |     |
|                    | 8  | Abby Erceg      |  |     |
|                    | 6  | Rebekah Stott   |  |     |
|                    | 4  | Catherine Bott  |  | 18e |
|                    | 12 | Betsy Hassett   |  | 85e |
|                    | 14 | Katie Bowen     |  |     |
|                    | 2  | Ria Percival    |  |     |
|                    | 22 | Olivia Chance   |  |     |
|                    | 13 | Rosie White     |  |     |
|                    | 11 | Sarah Gregorius |  | 62e |
| Remplaçantes :     |    |                 |  |     |
|                    | 10 | Annalie Longo   |  | 18e |
|                    | 3  | Anna Green      |  | 62e |
|                    | 9  | Emma Kete       |  | 85e |
| Sélectionneur :    |    |                 |  |     |
| Tom Sermanni       |    |                 |  |     |

| Assistantes : Naomi Teshirogi Makoto Bozono Quatrième arbitre : Kate Jacewicz Arbitre vidéo : José María Sánchez Assistants arbitre vidéo : Kathryn Nesbitt Paweł Gil Femme du Match : Jessie Fleming |

#### Cameroun - Nouvelle-Zélande
| Match 34           | Cameroun                                      | 2 – 1   | Nouvelle-Zélande | Stade de la Mosson, Montpellier                 |                                                 |
| 20 juin 2019 18:00 | ( Leuko) Nchout 57e · ( Onguéné) Nchout 90+5e | (0 - 0) | 80e (csc) Awona  | Spectateurs : 8 009 Arbitrage : Kateryna Monzul | Spectateurs : 8 009 Arbitrage : Kateryna Monzul |
| 20 juin 2019 18:00 | Takounda 69e                                  | Rapport | 68e Green        | Spectateurs : 8 009 Arbitrage : Kateryna Monzul | Spectateurs : 8 009 Arbitrage : Kateryna Monzul |

| Cameroun | Nouvelle-Zélande |

| CAMEROUN :      |    |                     |            |     |
|                 |    |                     |            |     |
| Gardien de but  | 1  | Annette Ngo Ndom    |            |     |
|                 | 11 | Marie-Aurelle Awona | 80e (csc)  |     |
|                 | 6  | Estelle Johnson     |            |     |
|                 | 5  | Augustine Ejangue   |            |     |
|                 | 4  | Yvonne Leuko        |            |     |
|                 | 8  | Raissa Feudjio      |            |     |
|                 | 7  | Gabrielle Onguéné   |            |     |
|                 | 10 | Jeannette Yango     |            | 84e |
|                 | 3  | Ajara Nchout        | 57e, 90+5e |     |
|                 | 22 | Michaela Abam       |            |     |
|                 | 17 | Gaelle Enganamouit  |            | 54e |
| Remplaçantes :  |    |                     |            |     |
|                 | 21 | Alexandra Takounda  | 69e        | 54e |
|                 | 14 | Ninon Abena         |            | 84e |
| Sélectionneur : |    |                     |            |     |
| Alain Djeumfa   |    |                     |            |     |

| NOUVELLE-ZÉLANDE : |    |                  |     |     |
|                    |    |                  |     |     |
| Gardien de but     | 1  | Erin Nayler      |     |     |
|                    | 7  | Ali Riley        |     |     |
|                    | 3  | Anna Green       | 68e | 68e |
|                    | 8  | Abby Erceg       |     |     |
|                    | 6  | Rebekah Stott    |     |     |
|                    | 14 | Katie Bowen      |     |     |
|                    | 22 | Olivia Chance    |     | 88e |
|                    | 2  | Ria Percival     |     |     |
|                    | 16 | Katie Duncan     |     | 68e |
|                    | 13 | Rosie White      |     |     |
|                    | 11 | Sarah Gregorius  |     |     |
| Remplaçantes :     |    |                  |     |     |
|                    | 12 | Betsy Hassett    |     | 68e |
|                    | 17 | Hannah Wilkinson |     | 68e |
|                    | 10 | Annalie Longo    |     | 88e |
| Sélectionneur :    |    |                  |     |     |
| Tom Sermanni       |    |                  |     |     |

| Assistantes : Maryna Striletska Oleksandra Ardasheva Quatrième arbitre : Sandra Braz Arbitre vidéo : Massimiliano Irrati Assistants arbitre vidéo : Lisa Rashid Bastian Dankert Femme du Match : Ajara Nchout |

## Temps de jeu
| Joueuse                    |                   |                   |                   | TT                | But inscrit       | Passe décisive    | MJ                | MT                | Légende |
| -------------------------- | ----------------- | ----------------- | ----------------- | ----------------- | ----------------- | ----------------- | ----------------- | ----------------- | --- |
| Gardiennes de but          | Gardiennes de but | Gardiennes de but | Gardiennes de but | Gardiennes de but | Gardiennes de but | Gardiennes de but | Gardiennes de but | Gardiennes de but | Abréviations et symboles : TT : Total de minutes jouées MJ : Nombre de matchs joués MT : Matchs joués en tant que titulaire : but : passe décisive : joueuse entrée : joueuse remplacée : capitaine : carton jaune : carton rouge |
| Erin Nayler                | 90                | 90                | 90                | 270               | -                 | -                 | 3                 | 3                 | Abréviations et symboles : TT : Total de minutes jouées MJ : Nombre de matchs joués MT : Matchs joués en tant que titulaire : but : passe décisive : joueuse entrée : joueuse remplacée : capitaine : carton jaune : carton rouge |
| Victoria Esson             | -                 | -                 | -                 | -                 | -                 | -                 | -                 | -                 | Abréviations et symboles : TT : Total de minutes jouées MJ : Nombre de matchs joués MT : Matchs joués en tant que titulaire : but : passe décisive : joueuse entrée : joueuse remplacée : capitaine : carton jaune : carton rouge |
| Nadia Olla                 | -                 | -                 | -                 | -                 | -                 | -                 | -                 | -                 | Abréviations et symboles : TT : Total de minutes jouées MJ : Nombre de matchs joués MT : Matchs joués en tant que titulaire : but : passe décisive : joueuse entrée : joueuse remplacée : capitaine : carton jaune : carton rouge |
| Défenseures                |                   |                   |                   |                   |                   |                   |                   |                   | Abréviations et symboles : TT : Total de minutes jouées MJ : Nombre de matchs joués MT : Matchs joués en tant que titulaire : but : passe décisive : joueuse entrée : joueuse remplacée : capitaine : carton jaune : carton rouge |
| Catherine Bott             | 90                | 18e               | -                 | 108               | -                 | -                 | 2                 | 2                 | Abréviations et symboles : TT : Total de minutes jouées MJ : Nombre de matchs joués MT : Matchs joués en tant que titulaire : but : passe décisive : joueuse entrée : joueuse remplacée : capitaine : carton jaune : carton rouge |
| Abby Erceg                 | 90                | 90                | 90                | 270               | -                 | -                 | 3                 | 3                 | Abréviations et symboles : TT : Total de minutes jouées MJ : Nombre de matchs joués MT : Matchs joués en tant que titulaire : but : passe décisive : joueuse entrée : joueuse remplacée : capitaine : carton jaune : carton rouge |
| Anna Green                 | -                 | 62e               | 68e · 68e         | 96                | -                 | -                 | 2                 | 1                 | Abréviations et symboles : TT : Total de minutes jouées MJ : Nombre de matchs joués MT : Matchs joués en tant que titulaire : but : passe décisive : joueuse entrée : joueuse remplacée : capitaine : carton jaune : carton rouge |
| Nicole Stratford           | -                 | -                 | -                 | -                 | -                 | -                 | -                 | -                 | Abréviations et symboles : TT : Total de minutes jouées MJ : Nombre de matchs joués MT : Matchs joués en tant que titulaire : but : passe décisive : joueuse entrée : joueuse remplacée : capitaine : carton jaune : carton rouge |
| Sarah Morton               | -                 | -                 | -                 | -                 | -                 | -                 | -                 | -                 | Abréviations et symboles : TT : Total de minutes jouées MJ : Nombre de matchs joués MT : Matchs joués en tant que titulaire : but : passe décisive : joueuse entrée : joueuse remplacée : capitaine : carton jaune : carton rouge |
| Ria Percival               | 90                | 90                | 90                | 270               | -                 | -                 | 3                 | 3                 | Abréviations et symboles : TT : Total de minutes jouées MJ : Nombre de matchs joués MT : Matchs joués en tant que titulaire : but : passe décisive : joueuse entrée : joueuse remplacée : capitaine : carton jaune : carton rouge |
| Ali Riley                  | 90                | 90                | 90                | 270               | -                 | -                 | 3                 | 3                 | Abréviations et symboles : TT : Total de minutes jouées MJ : Nombre de matchs joués MT : Matchs joués en tant que titulaire : but : passe décisive : joueuse entrée : joueuse remplacée : capitaine : carton jaune : carton rouge |
| Stephanie Skilton          | -                 | -                 | -                 | -                 | -                 | -                 | -                 | -                 | Abréviations et symboles : TT : Total de minutes jouées MJ : Nombre de matchs joués MT : Matchs joués en tant que titulaire : but : passe décisive : joueuse entrée : joueuse remplacée : capitaine : carton jaune : carton rouge |
| Rebekah Stott              | 90                | 90                | 90                | 270               | -                 | -                 | 3                 | 3                 | Abréviations et symboles : TT : Total de minutes jouées MJ : Nombre de matchs joués MT : Matchs joués en tant que titulaire : but : passe décisive : joueuse entrée : joueuse remplacée : capitaine : carton jaune : carton rouge |
| Milieux                    |                   |                   |                   |                   |                   |                   |                   |                   | Abréviations et symboles : TT : Total de minutes jouées MJ : Nombre de matchs joués MT : Matchs joués en tant que titulaire : but : passe décisive : joueuse entrée : joueuse remplacée : capitaine : carton jaune : carton rouge |
| Katie Bowen                | 90                | 90                | 90                | 270               | -                 | -                 | 3                 | 3                 | Abréviations et symboles : TT : Total de minutes jouées MJ : Nombre de matchs joués MT : Matchs joués en tant que titulaire : but : passe décisive : joueuse entrée : joueuse remplacée : capitaine : carton jaune : carton rouge |
| Olivia Chance              | 90                | 90                | 88e               | 268               | -                 | -                 | 3                 | 3                 | Abréviations et symboles : TT : Total de minutes jouées MJ : Nombre de matchs joués MT : Matchs joués en tant que titulaire : but : passe décisive : joueuse entrée : joueuse remplacée : capitaine : carton jaune : carton rouge |
| Katie Duncan               | -                 | -                 | 68e               | 68                | -                 | -                 | 1                 | 1                 | Abréviations et symboles : TT : Total de minutes jouées MJ : Nombre de matchs joués MT : Matchs joués en tant que titulaire : but : passe décisive : joueuse entrée : joueuse remplacée : capitaine : carton jaune : carton rouge |
| Daisie Cleverley           | -                 | -                 | -                 | -                 | -                 | -                 | -                 | -                 | Abréviations et symboles : TT : Total de minutes jouées MJ : Nombre de matchs joués MT : Matchs joués en tant que titulaire : but : passe décisive : joueuse entrée : joueuse remplacée : capitaine : carton jaune : carton rouge |
| Betsy Hassett              | 67e               | 85e               | 68e               | 174               | -                 | -                 | 3                 | 2                 | Abréviations et symboles : TT : Total de minutes jouées MJ : Nombre de matchs joués MT : Matchs joués en tant que titulaire : but : passe décisive : joueuse entrée : joueuse remplacée : capitaine : carton jaune : carton rouge |
| Annalie Longo              | 67e               | 18e               | 88e               | 97                | -                 | -                 | 3                 | 0                 | Abréviations et symboles : TT : Total de minutes jouées MJ : Nombre de matchs joués MT : Matchs joués en tant que titulaire : but : passe décisive : joueuse entrée : joueuse remplacée : capitaine : carton jaune : carton rouge |
| Attaquantes                |                   |                   |                   |                   |                   |                   |                   |                   | Abréviations et symboles : TT : Total de minutes jouées MJ : Nombre de matchs joués MT : Matchs joués en tant que titulaire : but : passe décisive : joueuse entrée : joueuse remplacée : capitaine : carton jaune : carton rouge |
| Paige Satchell             | 74e               | -                 | -                 | 16                | -                 | -                 | 1                 | 0                 | Abréviations et symboles : TT : Total de minutes jouées MJ : Nombre de matchs joués MT : Matchs joués en tant que titulaire : but : passe décisive : joueuse entrée : joueuse remplacée : capitaine : carton jaune : carton rouge |
| Sarah Gregorius            | 74e               | 62e               | 90                | 226               | -                 | -                 | 3                 | 3                 | Abréviations et symboles : TT : Total de minutes jouées MJ : Nombre de matchs joués MT : Matchs joués en tant que titulaire : but : passe décisive : joueuse entrée : joueuse remplacée : capitaine : carton jaune : carton rouge |
| Emma Kete                  | -                 | 85e               | -                 | 5                 | -                 | -                 | 1                 | 0                 | Abréviations et symboles : TT : Total de minutes jouées MJ : Nombre de matchs joués MT : Matchs joués en tant que titulaire : but : passe décisive : joueuse entrée : joueuse remplacée : capitaine : carton jaune : carton rouge |
| Rosie White                | 74e               | 90                | 90                | 254               | -                 | -                 | 3                 | 3                 | Abréviations et symboles : TT : Total de minutes jouées MJ : Nombre de matchs joués MT : Matchs joués en tant que titulaire : but : passe décisive : joueuse entrée : joueuse remplacée : capitaine : carton jaune : carton rouge |
| Hannah Wilkinson           | 74e               | -                 | 68e               | 38                | -                 | -                 | 2                 | 0                 | Abréviations et symboles : TT : Total de minutes jouées MJ : Nombre de matchs joués MT : Matchs joués en tant que titulaire : but : passe décisive : joueuse entrée : joueuse remplacée : capitaine : carton jaune : carton rouge |
| Total                      |                   |                   |                   |                   |                   |                   |                   |                   | Abréviations et symboles : TT : Total de minutes jouées MJ : Nombre de matchs joués MT : Matchs joués en tant que titulaire : but : passe décisive : joueuse entrée : joueuse remplacée : capitaine : carton jaune : carton rouge |
| Équipe de Nouvelle-Zélande | 90                | 90                | 90                | 270               | 0                 | 0                 | 3                 | -                 | Abréviations et symboles : TT : Total de minutes jouées MJ : Nombre de matchs joués MT : Matchs joués en tant que titulaire : but : passe décisive : joueuse entrée : joueuse remplacée : capitaine : carton jaune : carton rouge |

### Autres références
1. ↑  (en) « Football Fern Meikayla Moore ruled out of World Cup after rupturing her Achilles at training », sur nzherald.co.nz, NZ Herald, 9 juin 2019 (ISSN 1170-0777, consulté le 12 juillet 2019).